# 宝永四ツ宝丁銀

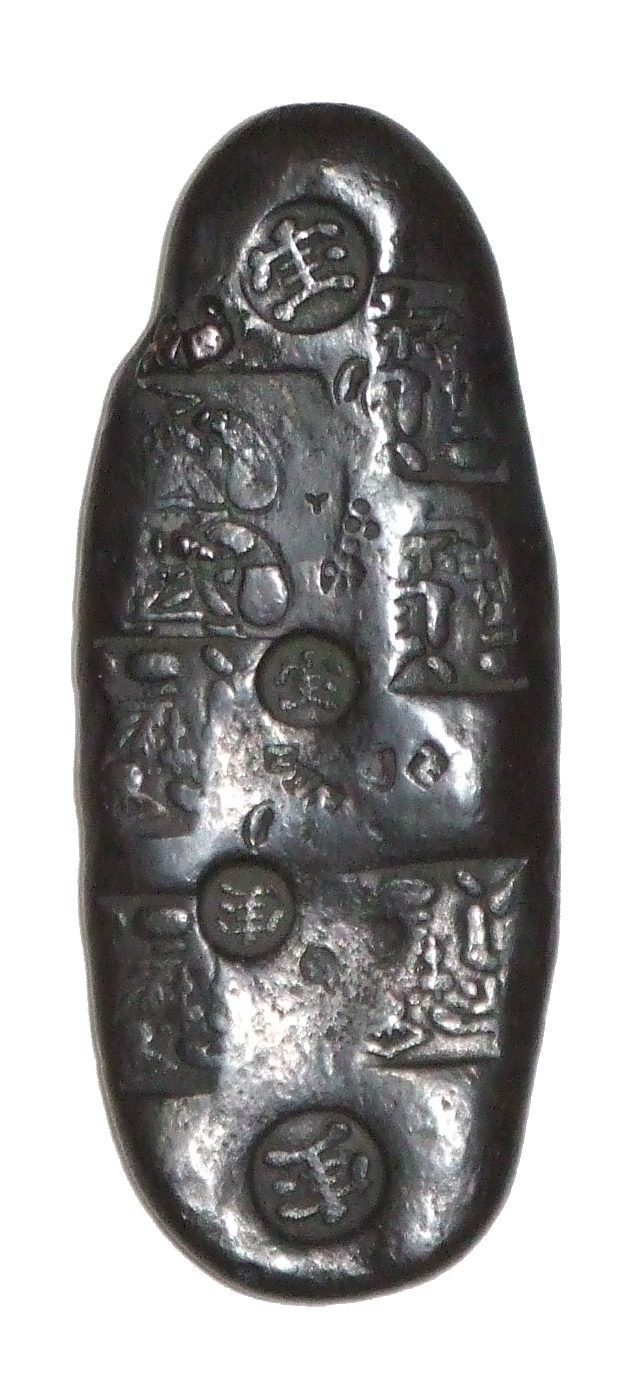
宝永四ツ宝丁銀

宝永四ツ宝丁銀（ほうえいよつほうちょうぎん/ほうえいよつたからちょうぎん）とは、正徳元年8月2日（1711年9月14日）より鋳造された丁銀の一種で秤量銀貨であり、単に四ツ宝丁銀（よつほうちょうぎん）とも呼ばれる。発行時期は正徳に改元された後であるが、宝永期の一連の銀貨の性格を持つため宝永丁銀として分類される。
また宝永四ツ宝丁銀および宝永四ツ宝豆板銀を総称して四ツ宝銀（よつほうぎん）と呼ぶ。

## 概要
表面には「大黒像」および「寳」の文字および両端に二箇所の「宝」字極印およびその内側に二箇所のやや小型の「宝」字極印が打たれ「常是」の極印は無い。これは、元禄15年8月15日（1702年9月6日）、大黒常是（長左衛門家五代常栄）が関久右衛門の奸計により荻原重秀から召放しを受けた結果であった。また、「大黒像」極印を12箇所打った祝儀用の十二面大黒丁銀が存在する。

## 略史
勘定奉行の荻原重秀の計らいにより三ツ宝銀の鋳造発行から1年余で、過去の例に倣い正徳元年8月1日（1711年9月13日）に勘定組頭保木弥右衛門、勘定小宮山友右衛門の二人に連署させ、将軍の決裁を得ることなく銀座の内々の証文によって、翌日から銀品位を下げる吹替えを断行した。このため、永字銀・三ツ宝銀と同様に旧銀貨との交換手続きおよび通用に関する触書などが出されることは無かった。但し、上記の正徳元年8月1日付の証文には「急々御入用ニ付、御内意相伺、如レ此候」とあり、財政窮乏下の出費のため将軍家宣も黙認・内諾せざるを得なかった。
四ツ宝銀発行の際は古銀の回収を進捗させるために増歩をやや高く設定し、正徳元年（1711年）中は元禄銀に対し26.2%、二ツ宝銀に対しては14.5%、正徳2年（1712年）中は元禄銀に対し27.7%、二ツ宝銀に対しては15%とさらに引き揚げる様通達が出されたが、正規の触書によるものではなかった。
永字銀・三ツ宝銀と相次いだ表向きは正規の手続きを経ない貨幣吹替えに対し四ツ宝銀鋳造直前に荻原重秀は6代将軍徳川家宣から詰問を受けたが、これに対し重秀は「御代つがれし初、国財すでに竭尽せしによりて、銀改造らるべき由を申すといへども、此事においては、重ねて議し申すべからざる由を承りぬ。されど、此事の外に国用を足しつべき事なきをもて、去々年より此かた、某ひそかに銀改造らせしによりて、それより此かた、凡の事廃闕なくして今日に至りぬ」と申開きしたと新井白石の『折たく柴の記』に記されている。この開き直りの態度に新井白石は激怒し、翌正徳2年9月10日（1712年10月10日）、病床にあった徳川家宣に対し「荻原を罷免しなければ荻原と刺し違えをするつもりだ」と荻原重秀の罷免を迫り、翌9月11日（1712年10月11日）に荻原重秀は罷免された。この9月中、『白石建議』により四ツ宝銀は鋳造停止を命ぜられた。
四ツ宝銀の鋳造期間は1年余の短期間であったが、鋳造高は元禄銀に匹敵する40万貫余に及んだ。低品位で造幣材料に事欠かず、また増歩を思い切って引き上げ旧銀の回収に努力した結果であるとされる。
重秀の言葉通り幕府は宝永の一連の吹替えにより銀21万貫余（約350万両）に及ぶ莫大な出目（改鋳利益）を得て、度重なる天災、諸工事および将軍代替わりの儀式に対する出費による財政赤字の補填を行ったのであった。
一方で、宝永年間からの目まぐるしい吹替えのため銀相場は混乱し正徳4年5月（1714年6月頃）に至り江戸の銀相場は金1両=銀89匁と下落し、1ヵ年程度の短期間における四ツ宝銀の大量発行に至って、品位低下のため四ツ宝銀建ての物価は高騰して正徳5年（1715年）には米価が1石あたり銀230匁をつけた。この様な銀相場の著しい下落から、商人の資産価値は下落し、上方の経済的繁栄に終止符が打たれた。
一方、銀座は宝永期の相次ぐ一連の銀貨吹替えにより、高く設定された分一銀（ぶいちぎん）により銀109,262貫（約200万両）もの巨額の収入を得、銀座人は「両替町風」と呼ばれるほど贅沢を極めた。また、正徳4年5月13日（1714年6月24日）の銀座粛正後、銀座年寄の深江庄左衛門の手記の発見により重秀が金26万両を分ち取り、従者長井半六も6万両を得ていたことが判明したとされる。
正徳4年8月2日（1714年9月10日）に良質の正徳銀が鋳造された当初、当時通用銀であった永字銀・三ツ宝銀・四ツ宝銀の3種は共に新銀・慶長銀に対し10割増、つまり2倍の重量を以て新銀・慶長銀と等価に通用するとする割合通用が規定された。しかし、銀品位の異なる3種を等価に通用させるのは無理であり、享保3年閏10月（1718年）に出された御触れ「新金銀を以当戌十一月より通用可仕覚」では銀品位に基く市場における割合通用を追認するものとなった。
正徳銀が鋳造された後も暫く元禄・宝永各種の銀の混在流通の状態は続き、享保3年の「新金銀を以当戌十一月より通用可仕覚」により正徳銀が通用銀に変更された同年11月（1718年12月22日）までは永字銀・三ツ宝銀と共に通用銀としての地位を保持した。
享保7年末（1723年2月4日）に、元禄銀・二ツ宝銀・永字銀、および三ツ宝銀と共に通用停止となった。品位の低い元禄・宝永期の丁銀は、鋳造時には良質の慶長銀との交換が忌避される一方、通用停止までにほとんどが正徳銀と引替えられ、慶長銀のように退蔵されることもほとんどなかったため現存数が少ない。このような事情のため、現在では当時とは逆に稀少な元禄・宝永期の丁銀は、古銭界で珍重されている。このような中でも、四ツ宝丁銀は宝永期の丁銀の中では最も現存数が多い。

## 宝永四ツ宝豆板銀

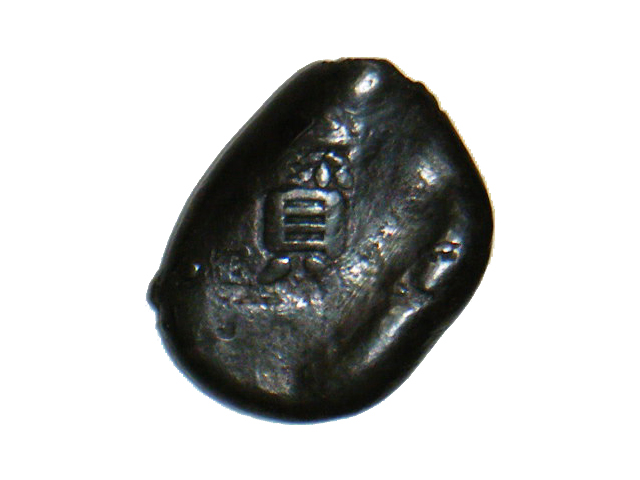
宝永四ツ宝豆板銀（四ツ宝小玉銀）

宝永四ツ宝豆板銀（ほうえいよつほうまめいたぎん）は宝永四ツ宝丁銀と同品位の豆板銀で、「寳」文字および「宝」字を中心に抱える大黒像の周囲に小さい「宝」字が廻り配列された極印のもの「廻り宝」を基本とする。「宝」字極印の玉の底辺の両側が跳ね、「宝」字の頭点が横広で離れていることで三ツ宝銀と区別する。
両面に大黒印の打たれた「両面大黒」は未確認であり、また「大字宝」および「群宝」なども同様に未確認であり、丁銀に対する豆板銀の鋳造量の相対的な比率が低く現存数も比較的少ない。

## 四ツ宝銀の品位
『旧貨幣表』に依れば、規定品位は銀20%（七割八分引ケ）、銅80%である。
| 銀銅 |

明治時代、造幣局により江戸時代の貨幣の分析が行われた。古賀による四ツ宝銀の分析値は以下の通りである。
- 金0.02%
- 銀20.40%
- 雑79.58%

雑分はほとんどが銅であるが、少量の鉛などを含む。この極めて低い銀品位に対し新井白石は「名こそ銀にてあるなれ、実には銅の銀気あるにも及ばず」と酷評した。

## 四ツ宝銀の鋳造量
『吹塵録』および『月堂見聞集』によれば丁銀および豆板銀の合計で401,240貫余（約1,497トン）である。
公儀灰吹銀および回収された旧銀から丁銀を吹きたてる場合の銀座の収入である分一銀（ぶいちぎん）は四ツ宝銀では13%と引き揚げられ、また吹替えにより幕府が得た出目（改鋳利益）は94,597貫余であった。